# Robert Kegan
Robert Kegan (* 1946) ist ein US-amerikanischer Entwicklungspsychologe und Autor. Er war Professor für Erwachsenenbildung und berufliche Entwicklung an der Harvard Graduate School of Education, wo er vierzig Jahre lang bis zu seiner Emeritierung im Jahr 2016 unterrichtete. Er ist zugelassener Psychologe und praktizierender Therapeut, hat zahlreiche Vorträge vor Fach- und Laienkreisen gehalten und ist Berater auf dem Gebiet der beruflichen Weiterbildung.

## Biographie
Der in Minnesota geborene Kegan besuchte das Dartmouth College und schloss es 1968 mit Summa cum laude ab. Er beschrieb die Bürgerrechtsbewegung und die Bewegung gegen den Vietnamkrieg als prägende Erfahrungen während seiner Studienzeit. 1977 promovierte er an der Harvard University. Er ist William and Miriam Meehan Professor in Adult Learning and Professional Development an der Universität Harvard. Zusammen mit Lisa Lahey gründete er Minds at Work, eine Beratungseinrichtung für Menschen und Organisationen in Veränderungsprozessen.

## Entwicklung desSelbst
In seinem grundlegenden Werk The Evolving Self (1982; dt.: Die Entwicklungsstufen des Selbst, 1986) untersucht Kegan die Probleme des menschlichen Lebens aus der Perspektive eines einzelnen Prozesses, den er als Sinnfindung, als Herstellung von Bedeutung bezeichnet.
Dabei geht er in seinen Überlegungen von zwei Leitgedanken aus: erstens der Idee des Konstruktivismus, also der Überzeugung, dass Menschen ihre eigene Realität konstruieren und gestalten. Die zweite Idee ist die der Entwicklung: nach Kegan wechseln sich in der Entwicklung von Personen Phasen der Stabilität mit solchen der Veränderung ab. Nach seiner Auffassung verläuft die menschliche Entwicklung in Phasen; in jeder neuen Phase, auf jeder neuen Stufe stellt sich ein Gleichgewichtszustand ein, der dann später durch eine Krise aufgehoben wird. Folge der Krise ist, dass sich im Zuge der Bedeutungsherstellung dann ein neues Gleichgewicht einstellt. Das ist für ihn eine lebenslange Aktivität, die Entwicklung läuft dabei auf immer höhere Ebenen der Bedeutungsbildung zu.
Jedes neue Entwicklungsstadium ist sowohl eine Errungenschaft als auch eine Einschränkung der Sinnfindung und besitzt sowohl Stärken als auch Grenzen. Und jedes neue Entwicklungsstadium bietet eine neue Lösung für das lebenslange Spannungsverhältnis zwischen Integration und Differenzierung, also der Art und Weise, wie Menschen mit anderen verbunden sind und wie sie voneinander verschieden, unabhängig und autonom sind.
Kegan beschreibt Kulturen der Einbindung anhand von drei Prozessen: Bestätigung (Festhalten), Widerspruch (Loslassen) und Kontinuität (Aufrechterhaltung der Einbindung). Für ihn ist der Mensch mehr als ein Individuum, und Entwicklungspsychologie ist das Studium der Entwicklung von eingebundenen Kulturen, nicht das Studium von isolierten Individuen. Kegan zeigt, dass man sich psychische Belastungen (einschließlich Depressionen und Ängsten) als Krisen vorstellen kann, die eintreten, wenn die Bedingungen des Gleichgewichts für die Entwicklung neu verhandelt werden müssen und eine neue Kultur der Einbindung entstehen muss.
Kegan präsentiert eine Sequenz von sechs Gleichgewichtszuständen in der Entwicklung: integrativ, impulsiv, souverän, zwischenmenschlich, institutionell und überindividuell. Die folgende Tabelle setzt sich aus mehreren Tabellen in „Die Entwicklungsstufen des Selbst“ zusammen; das Objekt (O) jedes Stadiums ist das Subjekt (S) des vorhergehenden. Man erkennt, dass Kegan versucht, seinen eigenen Ansatz mit anderen in Beziehung zu setzen. Dabei kann man Jean Piaget und Lawrence Kohlberg als diejenigen ansehen, in deren Tradition Kegan sich selber sieht.
| Entwicklungsgleichgewicht | Einbindende Kultur | Analogie bei Piaget               | Analogie bei Kohlberg               | Analogie bei Loevinger | Analogie bei Maslow                                          | Analogie bei McClelland/Murray | Analogie bei Erikson                 |
| --- | --- | --------------------------------- | ----------------------------------- | ---------------------- | ------------------------------------------------------------ | ------------------------------ | ------------------------------------ |
| (0) Einverleibend - S: Reflexe (Empfindungen, Bewegungen) - O: keins                                                                                          | Mütterliche Kultur. Mutter oder Hauptbezugsperson(en). | sensumotorisch                    | —                                   | vor-sozial             | Orientierung am physiologischen Überleben                    | —                              | —                                    |
| (1) Impulsiv - S: Impulse, Wahrnehmungen - O: Reflexe (Empfindungen, Bewegungen)                                                                              | Elterliche Kultur. Gewöhnlich die Dreierbeziehung der Eltern. | vor-operativ                      | Orientierung an Strafe und Gehorsam | impulsiv               | Orientierung an der Befriedigung physiologischer Bedürfnisse | —                              | Initiative vs. Schuldgefühl          |
| (2) Souverän - S: Bedürfnisse, Interessen, Wünsche - O: Impulse, Wahrnehmungen                                                                                | Kultur, die Rollen anerkennt. Schule und Familie als Institutionen der Autorität und Rollendifferenzierung. Gruppe der Gleichaltrigen, die Rollenübernahme verlangt. | konkret-operational               | Zweckdenken                         | opportunistisch        | Orientierung an Sicherheit                                   | Machtorientierung              | Werksinn vs. Minderwertigkeitsgefühl |
| (3) Zwischenmenschlich - S: wechselseitige, zwischenmenschliche Beziehungen - O: Bedürfnisse, Interessen, Wünsche                                             | Kultur der Wechselseitigkeit. Wechselseitige Eins-zu-eins-Beziehungen.                                                                                               | formal-operativ (Beginn)          | Übereinstimmung mit anderen         | konformistisch         | Orientierung an Liebe, Zuneigung, Zugehörigkeit              | Orientierung an Beziehungen    | Bindung vs. Verlassensein            |
| (4) Institutionell - S: Eigenautorität, Identität, psychische Verwaltung, Ideologie - O: wechselseitige zwischenmenschliche Beziehungen                       | Kultur der Identität oder Selbstgestaltung (in Liebe oder Arbeit). Typisches Kennzeichen: Zugehörigkeit zur Berufsgruppe, Schritt ins öffentliche Leben.             | formal-operativ (voll entwickelt) | Orientierung an der Gesellschaft    | gewissenhaft           | Orientierung an Achtung und Selbstachtung                    | Leistungsorientierung          | Identität vs. Identitätsdiffusion    |
| (5) Überindividuell - S: Überindividualität, Austausch zwischen verschiedenen Selbstsystemen - O: Eigenautorität, Identität, psychische Verwaltung, Ideologie | Kultur der Intimität (in Liebe und Arbeit). Typisches Kennzeichen: echte erwachsene Liebesbeziehungen.                                                               | post-formal-dialektisch           | Orientierung an Prinzipien          | autonom                | Selbstaktualisierung                                         | Orientierung an Intimität      | —                                    |

## Rezeption
Im englischsprachigen Raum ist Kegans Theorie der Entwicklung des Selbst mit großer Aufmerksamkeit wahrgenommen worden. Im deutschsprachigen Raum liegt bisher erst sein Grundwerk The Evolving Self als Übersetzung vor (Die Entwicklungsstufen des Selbst); die Weiterentwicklung seiner Theorie in In over our heads: the mental demands of modern life (1994) und Immunity to change (2009) muss der interessierte Leser im Original rezipieren. Dennoch ist Kegans Theorie in August Flammers grundlegendes Werk Entwicklungstheorien: Psychologische Theorien der menschlichen Entwicklung (4. Aufl., Bern 2008) aufgenommen worden.

## Schriften
- The evolving self: problem and process in human development. Harvard University Press, Cambridge, MA. 1982. ISBN 978-0674272316.
- Die Entwicklungsstufen des Selbst. Fortschritte und Krisen im menschlichen Leben. München, Kindt Verlag, 1986. ISBN 978-3-92541200-4.
- In over our heads. The mental demands of modern life. Cambridge: Harvard University Press 1994. ISBN 978-0674445888
- (mit Lisa Laskow Lahey): Immunity to change: how to overcome it and unlock potential in yourself and your organization. Harvard Business Press, Boston 2009. ISBN 978-0787963781
- (mit Lahey, L. und Souvaine, E.): From taxonomy to ontogeny: Thoughts on Loevinger´s theory in relation to subject-object psychology. In P. Westenberg, A. Blasi & L. Cohn (Eds.) Personality Development (pp. 13-26). New Jersey: Lawrence Erlbaum 1998.